# 皇慶
皇慶（こうけい、貞元2年（977年）- 永承4年7月26日（1049年8月27日））は、平安時代中期の天台宗の僧。祖父は橘広相。性空の甥にあたる。谷阿闍梨・丹波阿闍梨・池上阿闍梨とも称される。台密谷流の祖。
比叡山法興院静真に師事して天台教学を学び、長徳年間（995年 - 999年）伊予国で国司藤原知章のために普賢延命法を修し、九州では景雲から東密の法を受けるなど諸国を遍歴した。1003年（長保5年）寂照とともに中国（宋）に渡ろうとしたが果たさず、その後丹波国桑田郡池上に隠棲した。万寿年間（1024年 - 1028年）に十臂毘沙門法を修して阿闍梨に任じられる。晩年は比叡山東塔南谷井ノ房に移りそこで没した。